# 神風連の乱
神風連の乱（しんぷうれんのらん）は、1876年（明治9年）に熊本区（現在の熊本市）で起こった、明治政府に対する士族反乱。敬神党の乱（けいしんとうのらん）ともいう。
1876年10月24日に旧肥後藩の士族太田黒伴雄、加屋霽堅、斎藤求三郎ら約170名によって結成された「敬神党」により、廃刀令への反対運動として起こされた。この敬神党が反対派から「神風連」と戯称されていたため、神風連の乱の名がある。

## 経過

### 幕末の肥後藩
敬神党は、旧肥後藩士族の三大派閥の一つであった、勤皇党の一派である。
肥後藩では、教育方針をめぐり3派閥に分かれており、藩校での朱子学教育を中心とする学校党、横井小楠らが提唱した教育と政治の結びつきを重視する実学党、林桜園を祖とする国学・神道を基本とした教育を重視する勤皇党（河上彦斎・太田黒伴雄・加屋霽堅ら）が存在した。勤皇党のうち、明治政府への強い不満を抱く構成員により、敬神党が結成された。

### 挙兵
1876年10月24日深夜、敬神党が各隊に分かれて、熊本鎮台司令官種田政明宅、熊本県令安岡良亮宅を襲撃し、種田・安岡ほか県庁役人4名を殺害した。その後、全員で政府軍の熊本鎮台（熊本城内）を襲撃し、城内にいた兵士らを次々と殺害し、砲兵営を制圧した。
しかし翌朝になると、政府軍側では児玉源太郎ら将校が駆けつけ、その指揮下で態勢を立て直し、本格的な反撃を開始。加屋・斎藤らは銃撃を受け死亡し、首謀者の太田黒も銃撃を受けて重傷を負い、付近の民家に避難したのち自刃した。指導者を失ったことで、他の者も退却し、多くが自刃した。
敬神党側の死者・自刃者は、計124名。残りの約50名は捕縛され、一部は斬首された。政府軍側の死者は約60名、負傷者約200名。
秩禄処分や廃刀令により明治政府への不満を暴発させた一部士族による反乱（一連の士族反乱）であり、連動し同年に秋月の乱や萩の乱が起き、翌年の西南戦争に至る。

## 県庁・熊本鎮台側
種田政明邸襲撃

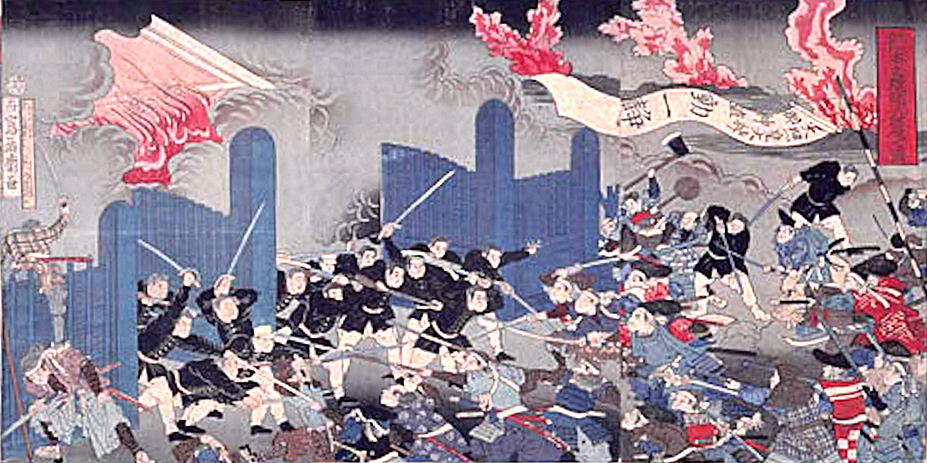

- 熊本鎮台司令長官・陸軍少将　種田政明（戦死）
- 種田少将愛妾　小勝（負傷）
- 種田少将小間使い　布袋屋寿（即死）
- 種田少将書生　大槻丈夫（戦死）
- 種田少将女中　神酒浅（即死）

高島茂徳邸襲撃
- 熊本鎮台参謀長・陸軍中佐　高島茂徳（戦死）
- 高島中佐愛妾　福田美佐（即死）
- 高島中佐要　中原加賀（即死）

与倉知実邸襲撃
- 歩兵第13連隊隊長・陸軍中佐　与倉知実（脱出）
- 与倉中佐夫人　与倉鶴子（脱出）
- 与倉中佐下僕　西原鍋蔵（即死）
- 与倉中佐下僕　諏訪伊八（即死）

大田黒惟信邸襲撃
- 熊本県民会議長　太田黒惟信（脱出）
- 大田黒愛妾　澄子（脱出）
- 大田黒と澄子の子供たち2人

安岡良亮邸襲撃
- 熊本県令　安岡良亮（対策会議中に襲撃。重傷をうけ、3日後に死亡）
- 熊本県参事　小関敬直（安岡らと対策会議中に襲撃。重傷をうけて翌年死亡）
- 熊本県一等警部　仁尾惟茂（安岡らと対策会議中に襲撃。重傷）
- 熊本県六等警部　村上新九郎（安岡らと対策会議中に襲撃。負傷し、翌日死亡）
- 七等出仕兼判事　桑原戒平（安岡らの対策会議に遅れ、助かる）
- 第二屯営・一等巡査　坂口静樹（安岡らと対策会議中に襲撃。戦死）

砲兵第六大隊襲撃
- 歩兵第十三連隊・陸軍中佐　大島邦秀（南坂で奮戦したのち戦死）
- 陸軍少尉　坂谷敬一（奮戦したのち戦死）
- 陸軍大尉　塩屋方圀（坪井川に転落して助かる）
- 陸軍副軍医　堤千之（軍刀で立ちむかうが戦死）
- 陸軍少尉　小野藤吉（部下とともに奮戦したのち戦死）
- 陸軍会計軍吏補　田原貫一（奮戦したのち戦死）

歩兵第13連隊襲撃
- 陸軍少佐　林隼之助（混乱した隊を統率して一斉銃撃）
- 陸軍大尉　豊田良作（駆けつけたのち戦死）
- 陸軍大尉　福原豊功（背中に重傷）
- 陸軍大尉　小川又次（混乱した隊を統率して反撃）
- 陸軍中尉　佐武広命（連隊旗を死守）
- 陸軍少尉補　多羅尾進（ひとり奮戦したのち戦死）
- 陸軍少尉補　松平正理（駆けつける途中に斬られる）
- 陸軍軍曹　幡穐守（武器庫奪回のため戦死）
- 陸軍兵卒　隈部幸作（連隊旗を奪いかえす）

熊本城周辺
- 七等警部　嶋田弘（自宅から県庁に駆けつける途中に殉職）
- 第三屯営・三等巡査　津田長鎮（自宅から県庁に駆けつける途中に殉職）
- 第三屯営・四等巡査　森弥（自宅から県庁に駆けつける途中に殉職）

陸軍側の負傷者については、石黒忠悳が記録した『明治九年神風党刀創図』（陸上自衛隊衛生学校彰古館蔵）に刀創の図が記載されている。

## その他
種田が殺害された際、その場にいた種田の愛妾小勝は負傷しながらも、熊本電信局へ走り、「ダンナハイケナイ ワタシハテキズ」（旦那はいけない、私は手傷）と打った電報を、東京の親元に送信した。このエピソードは、短く簡潔かつ的確にまとめることが重要な電報文体の好例として「朝野新聞」紙上に紹介された。その後、仮名垣魯文が脚色したものが一般に広まり、電報の利用方法や有用性が広まるきっかけの一つになった。

## 桜山神社
熊本市中央区黒髪には、神風連の烈士らを合祀する桜山神社が鎮座し、その境内には神風連資料館や、林桜園、宮部鼎蔵、河上彦斎、神風連の烈士123士の墓などもある。

## 大正期の贈位
1924年（大正13年）2月11日、名誉回復で一部の関係者に贈位がなされた（太田黒・加屋に正五位を追贈）。

## 関連図書
- 小早川秀雄『血史熊本敬神党』（隆文館、1910年）
- 福本日南『清教徒新風連』（実業之日本社、1916年）
- 石原醜男『神風連血涙史』（大日社、1935年）、決起側遺族で教育者（1874 - 1936）
- 大隈三好 『神風連蹶起』（新人物往来社、1975年）
- 『石光真清の手記 一　城下の人』（石光真人編、中公文庫、1978年、新編改版2017年）- 第2章:神風連
- 『熊本県大百科辞典』（熊本日日新聞社編・刊、1982年）
- 荒木精之『近代への叛逆』（「著作集」熊本出版文化会館、1994年）
- 海音寺潮五郎『日本名城伝』文藝春秋〈文春文庫〉、1977年、改版2005年。ISBN 4-16-713547-7。「熊本城」の項で神風連を論ず。
- 『熊本伝報記』 高瀬茂顕 (内藤伝右衛門, 1877)